# クイーンエリザベス諸島
クイーンエリザベス諸島（クイーンエリザベスしょとう、Queen Elizabeth Islands）は、北アメリカ大陸とグリーンランドの間にあるカナダ領の諸島である。その合計面積は約418,961km2。カナダの北極諸島の北部を占め、ノースウエスト準州とヌナブト準州に属する。最も大きな島はエルズミーア島である。1953年、エリザベス2世のカナダ女王戴冠後に現在の名称が付けられた。ほとんどヒトが住んでいない地域として知られる。

## 主な島

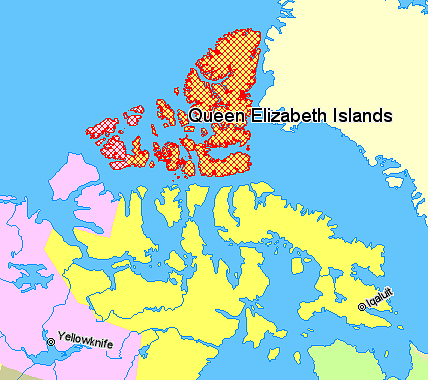
クイーンエリザベス諸島
ヌナブト準州
ノースウエスト準州
ケベック州
グリーンランド

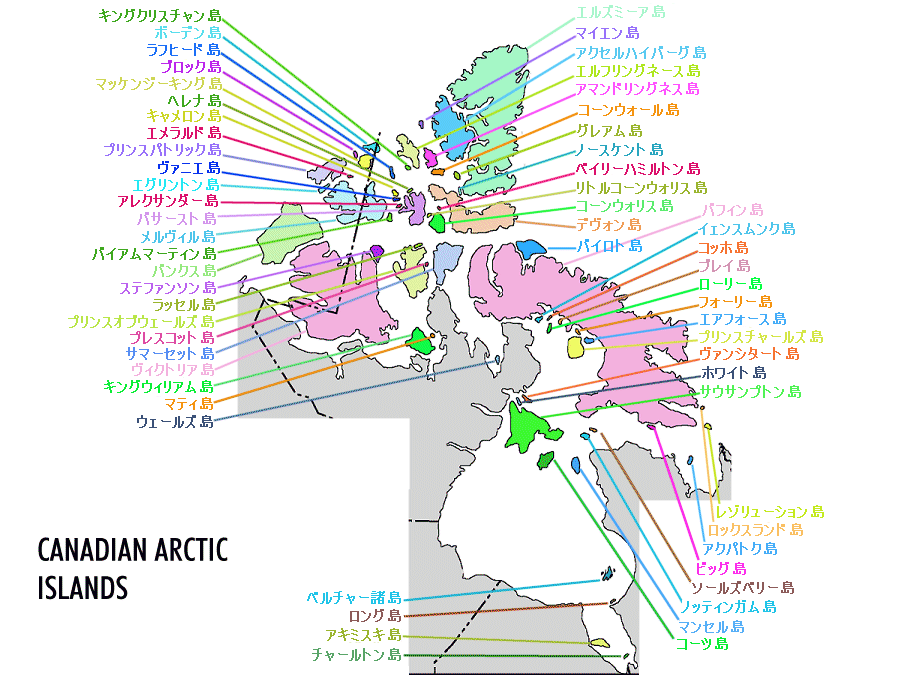
カナダの北極諸島

- アクセルハイバーグ島
- アマンドリングネス島
- アレクサンダー島
- ヴァニエ島
- エグリントン島
- エメラルド島
- エルズミーア島
- エルフリングネース島
- キャメロン島
- キングクリスチャン島
- グレアム島
- コーンウォール島
- コーンウォリス島
- デヴォン島
- ノースケント島
- バイアムマーティン島
- バサースト島
- プリンスパトリック島
- ブロック島
- ベイリーハミルトン島
- ヘレナ島
- ボーデン島
- マイエン島
- マッケンジーキング島
- メルヴィル島
- ラフヒード島